# Brachytarsophrys intermedia
Espèce
Synonymes
- Megalophrys intermedius Smith, 1921

Statut de conservation UICN

 VU B1ab(iii)+2ab(iii) : Vulnérable
Brachytarsophrys intermedia ou Crapaud d'Annam est une espèce d'amphibiens de la famille des Megophryidae.

## Répartition
Cette espèce se rencontre au-dessus de 900 m d'altitude, uniquement dans les forêts tropicales des Annamites :
- au Viêt Nam dans les provinces de Đắk Lắk, de Gia Lai, de Lâm Đồng et de Kon Tum ;
- au Laos dans la province de Sékong.

## Description
Brachytarsophrys intermedia mesure de 43 à 103 mm. 
Cette grenouille aux allures de crapaud a une couleur de peau et des excroissances pointues qui servent de camouflage et imitent les feuilles mortes sur le sol de la  forêt. 
Cette espèce a la face dorsale bronze ou cuivre sombre avec des marques peu marquées de couleur plus claire et plus sombre. Sa face ventrale est brun foncé à bronze, plus pâle au niveau du ventre. Les juvéniles présentent une coloration plus pâle et jaunâtre au niveau de la tête et des épaules et ont des marques plus accentuées.

## Étymologie
Son nom d'espèce, du latin intermedia, « intermédiaire », lui a été donné en référence au fait qu'elle est d'apparence intermédiaire entre Brachytarsophrys carinense et Brachytarsophrys feae.

## Publication originale
- Smith, 1921 : New or Little-known Reptiles and Batrachians from Southern Annam (Indo-China). Proceedings of the Zoological Society of London, vol. 1921, p. 423-440 (texte intégral).